# Rhodacra
Rhodacra är ett släkte av fjärilar. Rhodacra ingår i familjen vecklare.
Kladogram enligt Catalogue of Life:
| Rhodacra | \| \| Rhodacra parvusa \| \| \| \| \| \| Rhodacra pyrrhocrossa \| \| \| \| |
|          | \| \| Rhodacra parvusa \| \| \| \| \| \| Rhodacra pyrrhocrossa \| \| \| \| |
|          | Rhodacra parvusa                                                           |
|          |                                                                            |
|          | Rhodacra pyrrhocrossa                                                      |
|          |                                                                            |